# Lactoria
Lactoria es un género de peces de la familia Ostraciidae, del orden Tetraodontiformes. Este género marino fue descrito por primera vez en 1902 por David Starr Jordan y Henry Weed Fowler.

## Especies
Especies reconocidas del género:
- Lactoria cornuta (Linnaeus, 1758)
- Lactoria diaphana (Bloch & J. G. Schneider, 1801)
- Lactoria fornasini (Bianconi, 1846)